# Фаез, Али
Али Фаез Атия (англ. Ali Faez Atiyah; 9 сентября 1994, Багдад) — иракский футболист, защитник клуба «Аль-Харитият» и сборной Ирака.

## Клубная карьера
Начинал играть в футбол на взрослом уровне в багдадских клубах «Ас-Синаа» и «Аль-Карх». В 2013 году перешёл в «Эрбиль» и в его составе в сезоне 2013/14 стал вице-чемпионом Ирака и финалистом Кубка АФК. В 2015 году вернулся в Багдад и выступал за клуб «Аш-Шорта». Летом 2016 года перешёл в турецкий клуб «Ризеспор» вместе с двумя товарищами по сборной Ирака Али Аднаном и Дургамом Исмаилом.

## Карьера в сборной
Выступал за сборные Ирака младших возрастов. В 2012 году стал серебряным призёром юношеского (U19) чемпионата Азии. В 2013 году в составе молодёжной (U20) сборной страны участвовал в чемпионате мира среди молодёжи, принял участие в шести матчах и забил два гола, оба с пенальти, сборная Ирака стала полуфиналистом турнира. В том же 2013 году в составе олимпийской сборной стал победителем молодёжного (U23) чемпионата Азии, а в 2016 году на аналогичном турнире стал бронзовым призёром.
В национальной сборной Ирака дебютировал 14 августа 2013 года в товарищеском матче против сборной Чили, вышел на поле в стартовом составе и отыграл все 90 минут, а его команда проиграла 0:6. В 2015 году входил в состав сборной на Кубке Азии, но на поле не выходил. Принимал участие в матчах Кубка Персидского залива и чемпионата Западной Азии.
В декабре 2018 года был включён в заявку на Кубок Азии 2019. 8 января в первом матче группового этапа против Вьетнама на 24 минуте игры срезал мяч в собственные ворота. Несмотря на это, в итоге Иракская сборная одержала победу 3:2.